# Экзонартекс
Экзона́ртекс (греч. Εξωνάρθηξ, от εξω — вне, снаружи и νάρθηξ — ларчик, шкатулка) — внешняя открытая паперть, нечто вроде открытого «вестибюля», «сеней» в раннее время архитектуры византийских христианских церквей. Отделялась от атриума оконными или дверными проёмами, но без дверей и окон. Основное отличие от нартекса в том, что экзонартекс является внешним «вестибюлем»-притвором, тогда как нартекс — внутренним.
Основная функция экзонартекса — связь улицы и атриума храма. Экзонартексы практически исчезают из архитектуры храмов в VII—IX веках. Однако в послеиконоборческое время большие экзонартексы начинают пристраивать к некоторым городским греческим и малоазийским храмам. В некоторых храмах такие экзонартексы продолжают использовать до сих пор.
В византийских и древнерусских храмах экзонартекс, наряду с нартексом, служил для совершения различных вспомогательных богослужений, здесь собиралась процессия перед входом в храм, совершалась лития, крещение, а также некоторые другие богослужения, в том числе и заупокойные молитвы.
В экзонартексах при богослужении стояли оглашенные (готовящиеся к крещению, но не крещёные), воссоединяемые с церковью, кающиеся и бесноватые.
Иногда вместо терминов экзонартекс и нартекс могут употребляться термины экзонарфик и нарфик.